# Largo Winch: Empire Under Threat
Largo Winch: Empire Under Threat is een computerspel rond de Belgische stripheld Largo Winch. Het spel werd in 2002 uitgebracht voor de Sony PlayStation 2 en nadien ook geschikt gemaakt voor andere platformen. 

## Gameplay
Empire Under Threat is een avonturenspel met Largo Winch als speelpersonage in een typische Largo Winch verhaallijn, waarbij hij moeten vechten om zijn zakenimperium overeind te houden. De verschillende levels gebruiken locaties in  New York - Veracruz, Mexico - Siberië - Sardinië en Nerio's eiland Sarjevane in de Adriatische Zee.